# Pelt (gmina)
Pelt – miejscowość i gmina (gemeente) w Belgii, w Regionie Flamandzkim, w prowincji Limburgia, w okręgu Maaseik. 1 stycznia 2024 liczyła 34 433 mieszkańców. Powstała 1 stycznia 2019 r. z połączenia gminy Neerpelt z gminą Overpelt.

## Podział administracyjny
W skład gminy wchodzą cztery dzielnice (deelgemeente):
- Neerpelt
- Overpelt
- Sint-Huibrechts-Lille (Lille-Saint-Hubert)